# Paullinia dukei
Paullinia dukei är en kinesträdsväxtart som beskrevs av T.B. Croat. Paullinia dukei ingår i släktet Paullinia och familjen kinesträdsväxter. Inga underarter finns listade i Catalogue of Life.